# Copidosomopsis arenicola
Copidosomopsis arenicola är en stekelart som först beskrevs av Trjapitzin 1967.  Copidosomopsis arenicola ingår i släktet Copidosomopsis och familjen sköldlussteklar. Inga underarter finns listade i Catalogue of Life.